# Orthomorpha constricta
Orthomorpha constricta är en mångfotingart. Orthomorpha constricta ingår i släktet Orthomorpha och familjen orangeridubbelfotingar. Inga underarter finns listade i Catalogue of Life.